# Kōan Ogata
Kōan Ogata (jap. 緒方洪庵 Ogata Kōan; ur. 13 sierpnia 1810, zm. 25 lipca 1863) – japoński lekarz żyjący w końcowym okresie Edo.
Ogata pamiętany jest za wprowadzenie medycyny zachodniej do Japonii (zob. rangaku) w okresie samoizolacji kraju oraz za założenie szkoły Tekijuku (適塾), z której w 1938 r. powstał Uniwersytet Osakijski. Uczniami tej szkoły byli m.in.: Yukichi Fukuzawa, Masujirō Ōmura, Keisuke Ōtori, Ayasaburō Takeda, Tsunetami Sano oraz przodek reżysera filmowego i mangaki Osamu Tezuki, Ryōan Tezuka. 
Ogata był autorem pracy: "Patologia w zarysie" (Byōgaku-tsūron, 病学通論), pierwszej wydanej w Japonii książki poświęconej patologii, wydanej w latach 1847-1849 w dwunastu tomach. Książka składała się głównie ze streszczeń zachodnich prac.